# Néjib Ghommidh
Néjib Ghommidh (arabisch نجيب غميض, DMG Naǧīb Ġammīḍ; * 12. März 1953 in Tunis) ist ein ehemaliger tunesischer Fußballspieler. Der defensive Mittelfeldspieler nahm mit der tunesischen Nationalmannschaft an der Fußball-Weltmeisterschaft 1978 in Argentinien teil.

## Karriere

### Verein
Ghommidh begann in der Jugend des Mehrspartensportvereins Jeunesse sportive d'El Omrane mit dem Fußballspielen. 1969 rückte er in dessen erste Mannschaft auf.
Ab 1972 spielte er für den Club Africain Tunis. Mit diesem Klub gewann er je zweimal die tunesische Meisterschaft und den tunesischen Pokal sowie dreimal in Folge den Maghreb Champions Cup. Nach der Weltmeisterschaft 1978 wechselte Ghommidh nach Saudi-Arabien zum Ittihad FC. 1979 kehrte er zum Club Africain zurück, mit dem er bis zu seinem Karriereende 1982 zwei weitere Meisterschaften gewann.

### Nationalmannschaft
Ghommidh gehörte dem Kader der tunesischen Nationalmannschaft beim Afrika-Cup 1978 an und kam im Verlauf des Turniers zum Einsatz.
Anlässlich der Fußball-Weltmeisterschaft 1978 wurde Ghommidh in das tunesische Aufgebot berufen. Er bestritt alle drei Spiele und erzielte beim 3:1-Sieg im ersten Gruppenspiel gegen Mexiko das Tor zur zwischenzeitlichen 2:1-Führung. Die Mannschaft beendete das Turnier auf dem dritten Platz in der Gruppe 2 und schied aus.

## Erfolge
- Tunesische Meisterschaft: 1973, 1974, 1979 und 1980
- Tunesischer Pokal: 1973 und 1976
- Maghreb Champions Cup:  1974, 1975 und 1976